# Campionati europei di pattinaggio di figura
I campionati europei di pattinaggio di figura sono una competizione sportiva a cadenza annuale che si svolgono durante la Stagione di pattinaggio di figura organizzata dalla International Skating Union (ISU), in cui si assegnano i titoli europei delle diverse specialità del pattinaggio di figura.

## Storia
Il primo campionato europeo di pattinaggio di figura si tenne nel 1891 ad Amburgo, limitatamente al concorso individuale maschile. Nel 1902 e nel 1903 la competizione venne annullata a causa della mancanza di ghiaccio adatto. Nel 1930 vennero istituite le competizioni femminile e a coppie. I campionati furono sospesi per due periodi, dal 1915 al 1922, e di nuovo dal 1940 al 1946, in corrispondenza dei due conflitti mondiali. Dalla ripresa nel 1947 i campionati europei vennero disputati stabilmente in un'unica sede; in precedenza invece i tre concorsi si svolsero spesso separatamente in città e date diverse. La competizione di danza su ghiaccio venne aggiunta al programma nel 1954.
L'edizione programmata per il 2021 è stata cancellata per decisione del Consiglio dell'International Skating Union a causa della pandemia di COVID-19.
Il titolo femminile del 2022, inizialmente vinto da Kamila Valieva, è stato assegnato ad Anna Ščerbakova nel 2024, quando è stata ufficializzata la sospensione di Valieva per doping. La classifica è stata riscritta con l'avanzamento di una posizione di tutte le pattinatrici.
L'edizione del 2024 era stata originariamente programmata dal 22 al 28 gennaio 2024 a Budapest, ma la Federazione nazionale ungherese di pattinaggio (Magyar Országos Korcsolyázó Szövetség - MOKSZ) ha comunicato ufficialmente di aver rinunciato all'organizzazione per ragioni economiche.

## Albo d'oro

### Singolo maschile[6]
| Anno       | Luogo                                                                 | Oro                                                                   | Argento                                                               | Bronzo                                                                |
| 1891       | Amburgo                                                               | Oskar Uhlig                                                           | Anon Schmitson                                                        | Franz Zilly                                                           |
| 1892       | Vienna                                                                | Eduard Engelmann                                                      | Tibor von Földváry                                                    | Georg Zachariades                                                     |
| 1893       | Berlino                                                               | Eduard Engelmann                                                      | Henning Grenander                                                     | Georg Zachariades                                                     |
| 1894       | Vienna                                                                | Eduard Engelmann                                                      | Gustav Hügel                                                          | Tibor von Földváry                                                    |
| 1895       | Budapest                                                              | Tibor von Földváry                                                    | Gustav Hügel                                                          | Gilbert Fuchs                                                         |
| 1896– 1897 | La competizione non si è svolta                                       | La competizione non si è svolta                                       | La competizione non si è svolta                                       | La competizione non si è svolta                                       |
| 1898       | Trondheim                                                             | Ulrich Salchow                                                        | Johan Lefstad                                                         | Oscar Holthe                                                          |
| 1899       | Davos                                                                 | Ulrich Salchow                                                        | Gustav Hügel                                                          | Ernst Fellner                                                         |
| 1900       | Berlino                                                               | Ulrich Salchow                                                        | Gustav Hügel                                                          | Oscar Holthe                                                          |
| 1901       | Vienna                                                                | Gustav Hügel                                                          | Gilbert Fuchs                                                         | Ulrich Salchow                                                        |
| 1902– 1903 | La competizione non si è svolta                                       | La competizione non si è svolta                                       | La competizione non si è svolta                                       | La competizione non si è svolta                                       |
| 1904       | Davos                                                                 | Ulrich Salchow                                                        | Max Bohatsch                                                          | Nikolai Panin                                                         |
| 1905       | Bonn                                                                  | Max Bohatsch                                                          | Heinrich Burger                                                       | Karl Zenger                                                           |
| 1906       | Davos                                                                 | Ulrich Salchow                                                        | Ernst Herz                                                            | Per Thorén                                                            |
| 1907       | Berlino                                                               | Ulrich Salchow                                                        | Gilbert Fuchs                                                         | Ernst Herz                                                            |
| 1908       | Varsavia                                                              | Ernst Herz                                                            | Nikolai Panin                                                         | Henryk Juliusz Krukowicz-Przedrzymirski                               |
| 1909       | Budapest                                                              | Ulrich Salchow                                                        | Gilbert Fuchs                                                         | Per Thorén                                                            |
| 1910       | Berlino                                                               | Ulrich Salchow                                                        | Werner Rittberger                                                     | Per Thorén                                                            |
| 1911       | San Pietroburgo                                                       | Per Thorén                                                            | Karl Ollo                                                             | Werner Rittberger                                                     |
| 1912       | Stoccolma                                                             | Gösta Sandahl                                                         | Ivan Malinin                                                          | Martin Stixrud                                                        |
| 1913       | Oslo                                                                  | Ulrich Salchow                                                        | Andor Szende                                                          | Willy Böckl                                                           |
| 1914       | Vienna                                                                | Fritz Kachler                                                         | Andreas Krogh                                                         | Willy Böckl                                                           |
| 1915– 1921 | La competizione non si è svolta a causa della prima guerra mondiale   | La competizione non si è svolta a causa della prima guerra mondiale   | La competizione non si è svolta a causa della prima guerra mondiale   | La competizione non si è svolta a causa della prima guerra mondiale   |
| 1922       | Davos                                                                 | Willy Böckl                                                           | Fritz Kachler                                                         | Ernst Oppacher                                                        |
| 1923       | Oslo                                                                  | Willy Böckl                                                           | Martin Stixrud                                                        | Gunnar Jakobsson                                                      |
| 1924       | Davos                                                                 | Fritz Kachler                                                         | Ludwig Wrede                                                          | Werner Rittberger                                                     |
| 1925       | Triberg                                                               | Willy Böckl                                                           | Werner Rittberger                                                     | Otto Preißecker                                                       |
| 1926       | Davos                                                                 | Willy Böckl                                                           | Otto Preißecker                                                       | Georges Gautschi                                                      |
| 1927       | Vienna                                                                | Willy Böckl                                                           | Hugo Distler                                                          | Karl Schäfer                                                          |
| 1928       | Troppau                                                               | Willy Böckl                                                           | Karl Schäfer                                                          | Otto Preißecker                                                       |
| 1929       | Davos                                                                 | Karl Schäfer                                                          | Georges Gautschi                                                      | Ludwig Wrede                                                          |
| 1930       | Vienna                                                                | Karl Schäfer                                                          | Otto Gold                                                             | Markus Nikkanen                                                       |
| 1931       | Sankt Moritz                                                          | Karl Schäfer                                                          | Ernst Baier                                                           | Hugo Distler                                                          |
| 1932       | Parigi                                                                | Karl Schäfer                                                          | Ernst Baier                                                           | Erich Erdös                                                           |
| 1933       | Londra                                                                | Karl Schäfer                                                          | Ernst Baier                                                           | Erich Erdös                                                           |
| 1934       | Praga                                                                 | Karl Schäfer                                                          | Dénes Pataky                                                          | Elemér Terták                                                         |
| 1935       | Sankt Moritz                                                          | Karl Schäfer                                                          | Felix Kaspar                                                          | Ernst Baier                                                           |
| 1936       | Berlino                                                               | Karl Schäfer                                                          | Graham Sharp                                                          | Ernst Baier                                                           |
| 1937       | Praga                                                                 | Felix Kaspar                                                          | Graham Sharp                                                          | Elemér Terták                                                         |
| 1938       | Sankt Moritz                                                          | Felix Kaspar                                                          | Graham Sharp                                                          | Herbert Alward                                                        |
| 1939       | Londra                                                                | Graham Sharp                                                          | Freddie Tomlins                                                       | Horst Faber                                                           |
| 1940– 1946 | La competizione non si è svolta a causa della seconda guerra mondiale | La competizione non si è svolta a causa della seconda guerra mondiale | La competizione non si è svolta a causa della seconda guerra mondiale | La competizione non si è svolta a causa della seconda guerra mondiale |
| 1947       | Davos                                                                 | Hans Gerschwiler                                                      | Vladislav Čáp                                                         | Fernand Leemans                                                       |
| 1948       | Praga                                                                 | Dick Button                                                           | Hans Gerschwiler                                                      | Edi Rada                                                              |
| 1949       | Milano                                                                | Edi Rada                                                              | Ede Király                                                            | Helmut Seibt                                                          |
| 1950       | Oslo                                                                  | Ede Király                                                            | Helmut Seibt                                                          | Carlo Fassi                                                           |
| 1951       | Zurigo                                                                | Helmut Seibt                                                          | Horst Faber                                                           | Carlo Fassi                                                           |
| 1952       | Vienna                                                                | Helmut Seibt                                                          | Carlo Fassi                                                           | Michael Carrington                                                    |
| 1953       | Dortmund                                                              | Carlo Fassi                                                           | Alain Giletti                                                         | Freimut Stein                                                         |
| 1954       | Bolzano                                                               | Carlo Fassi                                                           | Alain Giletti                                                         | Karol Divín                                                           |
| 1955       | Budapest                                                              | Alain Giletti                                                         | Michael Booker                                                        | Karol Divín                                                           |
| 1956       | Parigi                                                                | Alain Giletti                                                         | Michael Booker                                                        | Karol Divín                                                           |
| 1957       | Vienna                                                                | Alain Giletti                                                         | Karol Divín                                                           | Michael Booker                                                        |
| 1958       | Bratislava                                                            | Karol Divín                                                           | Alain Giletti                                                         | Alain Calmat                                                          |
| 1959       | Davos                                                                 | Karol Divín                                                           | Alain Giletti                                                         | Norbert Felsinger                                                     |
| 1960       | Garmisch-Partenkirchen                                                | Alain Giletti                                                         | Norbert Felsinger                                                     | Manfred Schnelldorfer                                                 |
| 1961       | Berlino Ovest                                                         | Alain Giletti                                                         | Alain Calmat                                                          | Manfred Schnelldorfer                                                 |
| 1962       | Ginevra                                                               | Alain Calmat                                                          | Karol Divín                                                           | Manfred Schnelldorfer                                                 |
| 1963       | Budapest                                                              | Alain Calmat                                                          | Manfred Schnelldorfer                                                 | Emmerich Danzer                                                       |
| 1964       | Grenoble                                                              | Alain Calmat                                                          | Manfred Schnelldorfer                                                 | Karol Divín                                                           |
| 1965       | Mosca                                                                 | Emmerich Danzer                                                       | Alain Calmat                                                          | Peter Jonas                                                           |
| 1966       | Bratislava                                                            | Emmerich Danzer                                                       | Wolfgang Schwarz                                                      | Ondrej Nepela                                                         |
| 1967       | Lubiana                                                               | Emmerich Danzer                                                       | Wolfgang Schwarz                                                      | Ondrej Nepela                                                         |
| 1968       | Västerås                                                              | Emmerich Danzer                                                       | Wolfgang Schwarz                                                      | Ondrej Nepela                                                         |
| 1969       | Garmisch-Partenkirchen                                                | Ondrej Nepela                                                         | Patrick Péra                                                          | Sergej Četveruchin                                                    |
| 1970       | Leningrado                                                            | Ondrej Nepela                                                         | Patrick Péra                                                          | Günter Zöller                                                         |
| 1971       | Zurigo                                                                | Ondrej Nepela                                                         | Sergej Četveruchin                                                    | Haig Oundjian                                                         |
| 1972       | Göteborg                                                              | Ondrej Nepela                                                         | Sergej Četveruchin                                                    | Patrick Péra                                                          |
| 1973       | Colonia                                                               | Ondrej Nepela                                                         | Sergej Četveruchin                                                    | Jan Hoffmann                                                          |
| 1974       | Zagabria                                                              | Jan Hoffmann                                                          | Sergej Volkov                                                         | John Curry                                                            |
| 1975       | Copenaghen                                                            | Vladimir Kovalëv                                                      | John Curry                                                            | Jurij Ovčinnikov                                                      |
| 1976       | Ginevra                                                               | John Curry                                                            | Vladimir Kovalëv                                                      | Jan Hoffmann                                                          |
| 1977       | Helsinki                                                              | Jan Hoffmann                                                          | Vladimir Kovalëv                                                      | Robin Cousins                                                         |
| 1978       | Strasburgo                                                            | Jan Hoffmann                                                          | Vladimir Kovalëv                                                      | Robin Cousins                                                         |
| 1979       | Zagabria                                                              | Jan Hoffmann                                                          | Vladimir Kovalëv                                                      | Robin Cousins                                                         |
| 1980       | Göteborg                                                              | Robin Cousins                                                         | Jan Hoffmann                                                          | Vladimir Kovalëv                                                      |
| 1981       | Innsbruck                                                             | Igor' Bobrin                                                          | Jean-Christophe Simond                                                | Norbert Schramm                                                       |
| 1982       | Lione                                                                 | Norbert Schramm                                                       | Jean-Christophe Simond                                                | Igor' Bobrin                                                          |
| 1983       | Dortmund                                                              | Norbert Schramm                                                       | Jozef Sabovčík                                                        | Aleksandr Fadeev                                                      |
| 1984       | Budapest                                                              | Aleksandr Fadeev                                                      | Rudi Cerne                                                            | Norbert Schramm                                                       |
| 1985       | Göteborg                                                              | Jozef Sabovčík                                                        | Vladimir Kotin                                                        | Grzegorz Filipowski                                                   |
| 1986       | Copenaghen                                                            | Jozef Sabovčík                                                        | Vladimir Kotin                                                        | Aleksandr Fadeev                                                      |
| 1987       | Sarajevo                                                              | Aleksandr Fadeev                                                      | Vladimir Kotin                                                        | Viktor Petrenko                                                       |
| 1988       | Praga                                                                 | Aleksandr Fadeev                                                      | Vladimir Kotin                                                        | Viktor Petrenko                                                       |
| 1989       | Birmingham                                                            | Aleksandr Fadeev                                                      | Grzegorz Filipowski                                                   | Petr Barna                                                            |
| 1990       | Leningrado                                                            | Viktor Petrenko                                                       | Petr Barna                                                            | V"jačeslav Zahorodnjuk                                                |
| 1991       | Sofia                                                                 | Viktor Petrenko                                                       | Petr Barna                                                            | V"jačeslav Zahorodnjuk                                                |
| 1992       | Losanna                                                               | Petr Barna                                                            | Viktor Petrenko                                                       | Aleksej Urmanov                                                       |
| 1993       | Helsinki                                                              | Dmytro Dmytrenko                                                      | Philippe Candeloro                                                    | Éric Millot                                                           |
| 1994       | Copenaghen                                                            | Viktor Petrenko                                                       | V"jačeslav Zahorodnjuk                                                | Aleksej Urmanov                                                       |
| 1995       | Dortmund                                                              | Il'ja Kulik                                                           | Aleksej Urmanov                                                       | V"jačeslav Zahorodnjuk                                                |
| 1996       | Sofia                                                                 | V"jačeslav Zahorodnjuk                                                | Igor' Paškevič                                                        | Il'ja Kulik                                                           |
| 1997       | Parigi                                                                | Aleksej Urmanov                                                       | Philippe Candeloro                                                    | V"jačeslav Zahorodnjuk                                                |
| 1998       | Milano                                                                | Aleksej Jagudin                                                       | Evgenij Pljuščenko                                                    | Aleksandr Abt                                                         |
| 1999       | Praga                                                                 | Aleksej Jagudin                                                       | Evgenij Pljuščenko                                                    | Aleksej Urmanov                                                       |
| 2000       | Vienna                                                                | Evgenij Pljuščenko                                                    | Aleksej Jagudin                                                       | Dmytro Dmytrenko                                                      |
| 2001       | Bratislava                                                            | Evgenij Pljuščenko                                                    | Aleksej Jagudin                                                       | Stanick Jeannette                                                     |
| 2002       | Losanna                                                               | Aleksej Jagudin                                                       | Aleksandr Abt                                                         | Brian Joubert                                                         |
| 2003       | Malmö                                                                 | Evgenij Pljuščenko                                                    | Brian Joubert                                                         | Stanick Jeannette                                                     |
| 2004       | Budapest                                                              | Brian Joubert                                                         | Evgenij Pljuščenko                                                    | Il'ja Klimkin                                                         |
| 2005       | Torino                                                                | Evgenij Pljuščenko                                                    | Brian Joubert                                                         | Stefan Lindemann                                                      |
| 2006       | Lione                                                                 | Evgenij Pljuščenko                                                    | Stéphane Lambiel                                                      | Brian Joubert                                                         |
| 2007       | Varsavia                                                              | Brian Joubert                                                         | Tomáš Verner                                                          | Kevin van der Perren                                                  |
| 2008       | Zagabria                                                              | Tomáš Verner                                                          | Stéphane Lambiel                                                      | Brian Joubert                                                         |
| 2009       | Helsinki                                                              | Brian Joubert                                                         | Samuel Contesti                                                       | Kevin van der Perren                                                  |
| 2010       | Tallinn                                                               | Evgenij Pljuščenko                                                    | Stéphane Lambiel                                                      | Brian Joubert                                                         |
| 2011       | Berna                                                                 | Florent Amodio                                                        | Brian Joubert                                                         | Tomáš Verner                                                          |
| 2012       | Sheffield                                                             | Evgenij Pljuščenko                                                    | Artur Gačinskij                                                       | Florent Amodio                                                        |
| 2013       | Zagabria                                                              | Javier Fernández López                                                | Florent Amodio                                                        | Michal Březina                                                        |
| 2014       | Budapest                                                              | Javier Fernández López                                                | Sergej Voronov                                                        | Konstantin Menšov                                                     |
| 2015       | Stoccolma                                                             | Javier Fernández López                                                | Maksim Kovtun                                                         | Sergej Voronov                                                        |
| 2016       | Bratislava                                                            | Javier Fernández López                                                | Alexei Bychenko                                                       | Maksim Kovtun                                                         |
| 2017       | Ostrava                                                               | Javier Fernández López                                                | Maksim Kovtun                                                         | Michail Koljada                                                       |
| 2018       | Mosca                                                                 | Javier Fernández López                                                | Dmitrij Aliev                                                         | Michail Koljada                                                       |
| 2019       | Minsk                                                                 | Javier Fernández López                                                | Aleksandr Samarin                                                     | Matteo Rizzo                                                          |
| 2020       | Graz                                                                  | Dmitrij Aliev                                                         | Artur Danieljan                                                       | Moris Qvitelashvili                                                   |
| 2021       | Zagabria                                                              | Evento cancellato a causa della pandemia di COVID-19                  | Evento cancellato a causa della pandemia di COVID-19                  | Evento cancellato a causa della pandemia di COVID-19                  |
| 2022       | Tallinn                                                               | Mark Kondratjuk                                                       | Daniel Grassl                                                         | Deniss Vasiļjevs                                                      |
| 2023       | Espoo                                                                 | Adam Siao Him Fa                                                      | Matteo Rizzo                                                          | Lukas Britschgi                                                       |
| 2024       | Kaunas                                                                | Adam Siao Him Fa                                                      | Aleksandr Selevko                                                     | Matteo Rizzo                                                          |
| 2025       | Tallinn                                                               | Lukas Britschgi                                                       | Nikolaj Memola                                                        | Adam Siao Him Fa                                                      |

### Singolo femminile[6]
| Anno       | Luogo                                                                 | Oro                                                                   | Argento                                                               | Bronzo                                                                |                                                      |
| 1930       | Vienna                                                                | Fritzi Burger                                                         | Ilse Hornung                                                          | Vivi-Anne Hultén                                                      |                                                      |
| 1931       | Sankt Moritz                                                          | Sonja Henie                                                           | Fritzi Burger                                                         | Hilde Holovsky                                                        |                                                      |
| 1932       | Parigi                                                                | Sonja Henie                                                           | Fritzi Burger                                                         | Vivi-Anne Hultén                                                      |                                                      |
| 1933       | Londra                                                                | Sonja Henie                                                           | Cecilia Colledge                                                      | Fritzi Burger                                                         |                                                      |
| 1934       | Praga                                                                 | Sonja Henie                                                           | Liselotte Landbeck                                                    | Maribel Vinson                                                        |                                                      |
| 1935       | Sankt Moritz                                                          | Sonja Henie                                                           | Liselotte Landbeck                                                    | Cecilia Colledge                                                      |                                                      |
| 1936       | Berlino                                                               | Sonja Henie                                                           | Cecilia Colledge                                                      | Megan Taylor                                                          |                                                      |
| 1937       | Praga                                                                 | Cecilia Colledge                                                      | Megan Taylor                                                          | Emmy Putzinger                                                        |                                                      |
| 1938       | Sankt Moritz                                                          | Cecilia Colledge                                                      | Megan Taylor                                                          | Emmy Putzinger                                                        |                                                      |
| 1939       | Londra                                                                | Cecilia Colledge                                                      | Megan Taylor                                                          | Daphne Walker                                                         |                                                      |
| 1940– 1946 | La competizione non si è svolta a causa della seconda guerra mondiale | La competizione non si è svolta a causa della seconda guerra mondiale | La competizione non si è svolta a causa della seconda guerra mondiale | La competizione non si è svolta a causa della seconda guerra mondiale |                                                      |
| 1947       | Davos                                                                 | Barbara Ann Scott                                                     | Gretchen Merrill                                                      | Daphne Walker                                                         |                                                      |
| 1948       | Praga                                                                 | Barbara Ann Scott                                                     | Eva Pawlik                                                            | Alena Vrzáňová                                                        |                                                      |
| 1949       | Milano                                                                | Eva Pawlik                                                            | Alena Vrzáňová                                                        | Jeannette Altwegg                                                     |                                                      |
| 1950       | Oslo                                                                  | Alena Vrzáňová                                                        | Jeannette Altwegg                                                     | Jacqueline du Bief                                                    |                                                      |
| 1951       | Zurigo                                                                | Jeannette Altwegg                                                     | Jacqueline du Bief                                                    | Barbara Wyatt                                                         |                                                      |
| 1952       | Vienna                                                                | Jeannette Altwegg                                                     | Jacqueline du Bief                                                    | Barbara Wyatt                                                         |                                                      |
| 1953       | Dortmund                                                              | Valda Osborn                                                          | Gundi Busch                                                           | Erica Batchelor                                                       |                                                      |
| 1954       | Bolzano                                                               | Gundi Busch                                                           | Erica Batchelor                                                       | Yvonne Sugden                                                         |                                                      |
| 1955       | Budapest                                                              | Hanna Eigel                                                           | Yvonne Sugden                                                         | Erica Batchelor                                                       |                                                      |
| 1956       | Parigi                                                                | Ingrid Wendl                                                          | Yvonne Sugden                                                         | Erica Batchelor                                                       |                                                      |
| 1957       | Vienna                                                                | Hanna Eigel                                                           | Ingrid Wendl                                                          | Hanna Walter                                                          |                                                      |
| 1958       | Bratislava                                                            | Ingrid Wendl                                                          | Hanna Walter                                                          | Joan Haanappel                                                        |                                                      |
| 1959       | Davos                                                                 | Hanna Walter                                                          | Sjoukje Dijkstra                                                      | Joan Haanappel                                                        |                                                      |
| 1960       | Garmisch-Partenkirchen                                                | Sjoukje Dijkstra                                                      | Regine Heitzer                                                        | Joan Haanappel                                                        |                                                      |
| 1961       | Berlino Ovest                                                         | Sjoukje Dijkstra                                                      | Regine Heitzer                                                        | Jana Mrázková                                                         |                                                      |
| 1962       | Ginevra                                                               | Sjoukje Dijkstra                                                      | Regine Heitzer                                                        | Karin Frohner                                                         |                                                      |
| 1963       | Budapest                                                              | Sjoukje Dijkstra                                                      | Nicole Hassler                                                        | Regine Heitzer                                                        |                                                      |
| 1964       | Grenoble                                                              | Sjoukje Dijkstra                                                      | Regine Heitzer                                                        | Nicole Hassler                                                        |                                                      |
| 1965       | Mosca                                                                 | Regine Heitzer                                                        | Sally-Anne Stapleford                                                 | Nicole Hassler                                                        |                                                      |
| 1966       | Bratislava                                                            | Regine Heitzer                                                        | Gabriele Seyfert                                                      | Nicole Hassler                                                        |                                                      |
| 1967       | Lubiana                                                               | Gabriele Seyfert                                                      | Hana Mašková                                                          | Zsuzsa Almássy                                                        |                                                      |
| 1968       | Västerås                                                              | Hana Mašková                                                          | Gabriele Seyfert                                                      | Beatrix Schuba                                                        |                                                      |
| 1969       | Garmisch-Partenkirchen                                                | Gabriele Seyfert                                                      | Hana Mašková                                                          | Beatrix Schuba                                                        |                                                      |
| 1970       | Leningrado                                                            | Gabriele Seyfert                                                      | Beatrix Schuba                                                        | Zsuzsa Almássy                                                        |                                                      |
| 1971       | Zurigo                                                                | Beatrix Schuba                                                        | Zsuzsa Almássy                                                        | Rita Trapanese                                                        |                                                      |
| 1972       | Göteborg                                                              | Beatrix Schuba                                                        | Rita Trapanese                                                        | Sonja Morgenstern                                                     |                                                      |
| 1973       | Colonia                                                               | Christine Errath                                                      | Jean Scott                                                            | Karin Iten                                                            |                                                      |
| 1974       | Zagabria                                                              | Christine Errath                                                      | Dianne de Leeuw                                                       | Liana Drahová                                                         |                                                      |
| 1975       | Copenaghen                                                            | Christine Errath                                                      | Dianne de Leeuw                                                       | Anett Pötzsch                                                         |                                                      |
| 1976       | Ginevra                                                               | Dianne de Leeuw                                                       | Anett Pötzsch                                                         | Christine Errath                                                      |                                                      |
| 1977       | Helsinki                                                              | Anett Pötzsch                                                         | Dagmar Lurz                                                           | Susanna Driano                                                        |                                                      |
| 1978       | Strasburgo                                                            | Anett Pötzsch                                                         | Dagmar Lurz                                                           | Elena Vodorezova                                                      |                                                      |
| 1979       | Zagabria                                                              | Anett Pötzsch                                                         | Dagmar Lurz                                                           | Denise Biellmann                                                      |                                                      |
| 1980       | Göteborg                                                              | Anett Pötzsch                                                         | Dagmar Lurz                                                           | Susanna Driano                                                        |                                                      |
| 1981       | Innsbruck                                                             | Denise Biellmann                                                      | Sanda Dubravčić                                                       | Claudia Kristofics-Binder                                             |                                                      |
| 1982       | Lione                                                                 | Claudia Kristofics-Binder                                             | Katarina Witt                                                         | Elena Vodorezova                                                      |                                                      |
| 1983       | Dortmund                                                              | Katarina Witt                                                         | Elena Vodorezova                                                      | Claudia Leistner                                                      |                                                      |
| 1984       | Budapest                                                              | Katarina Witt                                                         | Manuela Ruben                                                         | Anna Kondrašova                                                       |                                                      |
| 1985       | Göteborg                                                              | Katarina Witt                                                         | Kira Ivanova                                                          | Claudia Leistner                                                      |                                                      |
| 1986       | Copenaghen                                                            | Katarina Witt                                                         | Kira Ivanova                                                          | Anna Kondrašova                                                       |                                                      |
| 1987       | Sarajevo                                                              | Katarina Witt                                                         | Kira Ivanova                                                          | Anna Kondrašova                                                       |                                                      |
| 1988       | Praga                                                                 | Katarina Witt                                                         | Kira Ivanova                                                          | Anna Kondrašova                                                       |                                                      |
| 1989       | Birmingham                                                            | Claudia Leistner                                                      | Natal'ja Lebedeva                                                     | Patricia Neske                                                        |                                                      |
| 1990       | Leningrado                                                            | Evelyn Großmann                                                       | Natal'ja Lebedeva                                                     | Marina Kielmann                                                       |                                                      |
| 1991       | Sofia                                                                 | Surya Bonaly                                                          | Evelyn Großmann                                                       | Marina Kielmann                                                       |                                                      |
| 1992       | Losanna                                                               | Surya Bonaly                                                          | Marina Kielmann                                                       | Patricia Neske                                                        |                                                      |
| 1993       | Helsinki                                                              | Surya Bonaly                                                          | Oksana Bajul                                                          | Marina Kielmann                                                       |                                                      |
| 1994       | Copenaghen                                                            | Surya Bonaly                                                          | Oksana Bajul                                                          | Ol'ga Markova                                                         |                                                      |
| 1995       | Dortmund                                                              | Surya Bonaly                                                          | Olga Markova                                                          | Olena Ljašenko                                                        |                                                      |
| 1996       | Sofia                                                                 | Irina Sluckaja                                                        | Surya Bonaly                                                          | Marija Butyrskaja                                                     |                                                      |
| 1997       | Parigi                                                                | Irina Sluckaja                                                        | Krisztina Czakó                                                       | Julija Lavrenčuk                                                      |                                                      |
| 1998       | Milano                                                                | Marija Butyrskaja                                                     | Irina Sluckaja                                                        | Tanja Szewczenko                                                      |                                                      |
| 1999       | Praga                                                                 | Marija Butyrskaja                                                     | Julija Soldatova                                                      | Viktorija Volčkova                                                    |                                                      |
| 2000       | Vienna                                                                | Irina Sluckaja                                                        | Marija Butyrskaja                                                     | Viktorija Volčkova                                                    |                                                      |
| 2001       | Bratislava                                                            | Irina Sluckaja                                                        | Marija Butyrskaja                                                     | Viktorija Volčkova                                                    |                                                      |
| 2002       | Losanna                                                               | Marija Butyrskaja                                                     | Irina Sluckaja                                                        | Viktorija Volčkova                                                    |                                                      |
| 2003       | Malmö                                                                 | Irina Sluckaja                                                        | Elena Sokolova                                                        | Júlia Sebestyén                                                       |                                                      |
| 2004       | Budapest                                                              | Júlia Sebestyén                                                       | Olena Ljašenko                                                        | Elena Sokolova                                                        |                                                      |
| 2005       | Torino                                                                | Irina Sluckaja                                                        | Susanna Pöykiö                                                        | Olena Ljašenko                                                        |                                                      |
| 2006       | Lione                                                                 | Irina Sluckaja                                                        | Elena Sokolova                                                        | Carolina Kostner                                                      |                                                      |
| 2007       | Varsavia                                                              | Carolina Kostner                                                      | Sarah Meier                                                           | Kiira Korpi                                                           |                                                      |
| 2008       | Zagabria                                                              | Carolina Kostner                                                      | Sarah Meier                                                           | Laura Lepistö                                                         |                                                      |
| 2009       | Helsinki                                                              | Laura Lepistö                                                         | Carolina Kostner                                                      | Susanna Pöykiö                                                        |                                                      |
| 2010       | Tallinn                                                               | Carolina Kostner                                                      | Laura Lepistö                                                         | Elene Gedevanishvili                                                  |                                                      |
| 2011       | Berna                                                                 | Sarah Meier                                                           | Carolina Kostner                                                      | Kiira Korpi                                                           |                                                      |
| 2012       | Sheffield                                                             | Carolina Kostner                                                      | Kiira Korpi                                                           | Elene Gedevanishvili                                                  |                                                      |
| 2013       | Zagabria                                                              | Carolina Kostner                                                      | Adelina Sotnikova                                                     | Elizaveta Tuktamyševa                                                 |                                                      |
| 2014       | Budapest                                                              | Julija Lipnickaja                                                     | Adelina Sotnikova                                                     | Carolina Kostner                                                      |                                                      |
| 2015       | Stoccolma                                                             | Elizaveta Tuktamyševa                                                 | Elena Radionova                                                       | Anna Pogorilaja                                                       |                                                      |
| 2016       | Bratislava                                                            | Evgenija Medvedeva                                                    | Elena Radionova                                                       | Anna Pogorilaja                                                       |                                                      |
| 2017       | Ostrava                                                               | Evgenija Medvedeva                                                    | Anna Pogorilaja                                                       | Carolina Kostner                                                      |                                                      |
| 2018       | Mosca                                                                 | Alina Zagitova                                                        | Evgenija Medvedeva                                                    | Carolina Kostner                                                      |                                                      |
| 2019       | Minsk                                                                 | Sof'ja Samodurova                                                     | Alina Zagitova                                                        | Viveca Lindfors                                                       |                                                      |
| 2020       | Graz                                                                  | Alëna Kostornaja                                                      | Anna Ščerbakova                                                       | Aleksandra Trusova                                                    |                                                      |
| 2021       | Zagabria                                                              | Evento cancellato a causa della pandemia di COVID-19                  | Evento cancellato a causa della pandemia di COVID-19                  | Evento cancellato a causa della pandemia di COVID-19                  | Evento cancellato a causa della pandemia di COVID-19 |
| 2022       | Tallinn                                                               | Anna Ščerbakova                                                       | Aleksandra Trusova                                                    | Loena Hendrickx                                                       |                                                      |
| 2023       | Espoo                                                                 | Anastasija Gubanova                                                   | Loena Hendrickx                                                       | Kimmy Repond                                                          |                                                      |
| 2024       | Kaunas                                                                | Loena Hendrickx                                                       | Anastasija Gubanova                                                   | Nina Pinzarrone                                                       |                                                      |
| 2025       | Tallinn                                                               | Niina Petrõkina                                                       | Anastasija Gubanova                                                   | Nina Pinzarrone                                                       |                                                      |

### Coppie[6]
| Anno       | Luogo                                                                 | Oro                                                                   | Argento                                                               | Bronzo                                                                |
| 1930       | Vienna                                                                | Olga Orgonista / Sándor Szalay                                        | Emília Rotter / László Szollás                                        | Gisela Hochhaltinger / Otto Preißecker                                |
| 1931       | Sankt Moritz                                                          | Olga Orgonista / Sándor Szalay                                        | Emília Rotter / László Szollás                                        | Lilly Gaillard / Willy Petter                                         |
| 1932       | Parigi                                                                | Andrée Brunet / Pierre Brunet                                         | Lilly Gaillard / Willy Petter                                         | Idi Papez / Karl Zwack                                                |
| 1933       | Londra                                                                | Idi Papez / Karl Zwack                                                | Lilly Gaillard / Willy Petter                                         | Mollie Phillips / Rodney Murdoch                                      |
| 1934       | Praga                                                                 | Emília Rotter / László Szollás                                        | Idi Papez / Karl Zwack                                                | Zofia Bilorówna / Tadeusz Kowalski                                    |
| 1935       | Sankt Moritz                                                          | Maxi Herber / Ernst Baier                                             | Idi Papez / Karl Zwack                                                | Lucy Gallo / Rezső Dillinger                                          |
| 1936       | Berlino                                                               | Maxi Herber / Ernst Baier                                             | Violet Cliff / Leslie Cliff                                           | Piroska Szekrényessy / Attila Szekrényessy                            |
| 1937       | Praga                                                                 | Maxi Herber / Ernst Baier                                             | Ilse Pausin / Erich Pausin                                            | Piroska Szekrényessy / Attila Szekrényessy                            |
| 1938       | Sankt Moritz                                                          | Maxi Herber / Ernst Baier                                             | Ilse Pausin / Erich Pausin                                            | Inge Koch / Günther Noack                                             |
| 1939       | Londra                                                                | Maxi Herber / Ernst Baier                                             | Ilse Pausin / Erich Pausin                                            | Inge Koch / Günther Noack                                             |
| 1940– 1946 | La competizione non si è svolta a causa della seconda guerra mondiale | La competizione non si è svolta a causa della seconda guerra mondiale | La competizione non si è svolta a causa della seconda guerra mondiale | La competizione non si è svolta a causa della seconda guerra mondiale |
| 1947       | Davos                                                                 | Micheline Lannoy / Pierre Baugniet                                    | Winifred Silverthorne / Dennis Silverthorne                           | Suzanne Diskeuve / Edmond Verbustel                                   |
| 1948       | Praga                                                                 | Andrea Kékesy / Ede Király                                            | Blažena Knittlová / Karel Vosátka                                     | Herta Ratzenhofer / Emil Ratzenhofer                                  |
| 1949       | Milano                                                                | Andrea Kékesy / Ede Király                                            | Marianna Nagy / László Nagy                                           | Herta Ratzenhofer / Emil Ratzenhofer                                  |
| 1950       | Oslo                                                                  | Marianna Nagy / László Nagy                                           | Eliane Steinemann / André Calame                                      | Jennifer Nicks / John Nicks                                           |
| 1951       | Zurigo                                                                | Ria Baran / Paul Falk                                                 | Eliane Steinemann / André Calame                                      | Jennifer Nicks / John Nicks                                           |
| 1952       | Vienna                                                                | Ria Baran / Paul Falk                                                 | Jennifer Nicks / John Nicks                                           | Marianna Nagy / László Nagy                                           |
| 1953       | Dortmund                                                              | Jennifer Nicks / John Nicks                                           | Marianna Nagy / László Nagy                                           | Sissy Schwarz / Kurt Oppelt                                           |
| 1954       | Bolzano                                                               | Silvia Grandjean / Michel Grandjean                                   | Sissy Schwarz / Kurt Oppelt                                           | Soňa Balůnova / Miroslav Balůn                                        |
| 1955       | Budapest                                                              | Marianna Nagy / László Nagy                                           | Věra Suchánková / Zdeněk Doležal                                      | Marika Kilius / Franz Ningel                                          |
| 1956       | Parigi                                                                | Sissy Schwarz / Kurt Oppelt                                           | Marianna Nagy / László Nagy                                           | Marika Kilius / Franz Ningel                                          |
| 1957       | Vienna                                                                | Věra Suchánková / Zdeněk Doležal                                      | Marianna Nagy / László Nagy                                           | Marika Kilius / Franz Ningel                                          |
| 1958       | Bratislava                                                            | Věra Suchánková / Zdeněk Doležal                                      | Nina Žuk / Stanislav Žuk                                              | Joyce Coates / Anthony Holles                                         |
| 1959       | Davos                                                                 | Marika Kilius / Hans-Jürgen Bäumler                                   | Nina Žuk / Stanislav Žuk                                              | Joyce Coates / Anthony Holles                                         |
| 1960       | Garmisch-Partenkirchen                                                | Marika Kilius / Hans-Jürgen Bäumler                                   | Nina Žuk / Stanislav Žuk                                              | Margret Göbl / Franz Ningel                                           |
| 1961       | Berlino Ovest                                                         | Marika Kilius / Hans-Jürgen Bäumler                                   | Margret Göbl / Franz Ningel                                           | Margit Senf / Peter Göbel                                             |
| 1962       | Ginevra                                                               | Marika Kilius / Hans-Jürgen Bäumler                                   | Ljudmila Belousova / Oleg Protopopov                                  | Margret Göbl / Franz Ningel                                           |
| 1963       | Budapest                                                              | Marika Kilius / Hans-Jürgen Bäumler                                   | Ljudmila Belousova / Oleg Protopopov                                  | Tat'jana Žuk / Alexander Gavrilov                                     |
| 1964       | Grenoble                                                              | Marika Kilius / Hans-Jürgen Bäumler                                   | Ljudmila Belousova / Oleg Protopopov                                  | Tat'jana Žuk / Alexander Gavrilov                                     |
| 1965       | Mosca                                                                 | Ljudmila Belousova / Oleg Protopopov                                  | Gerda Johner / Rüdi Johner                                            | Tat'jana Žuk / Aleksandr Gorelik                                      |
| 1966       | Bratislava                                                            | Ljudmila Belousova / Oleg Protopopov                                  | Tat'jana Žuk / Aleksandr Gorelik                                      | Margot Glockshuber / Wolfgang Danne                                   |
| 1967       | Lubiana                                                               | Ljudmila Belousova / Oleg Protopopov                                  | Margot Glockshuber / Wolfgang Danne                                   | Heidemarie Steiner / Heinz-Ulrich Walther                             |
| 1968       | Västerås                                                              | Ljudmila Belousova / Oleg Protopopov                                  | Tamara Moskvina / Aleksej Mišin                                       | Heidemarie Steiner / Heinz-Ulrich Walther                             |
| 1969       | Garmisch-Partenkirchen                                                | Irina Rodnina / Aleksej Ulanov                                        | Ljudmila Belousova / Oleg Protopopov                                  | Tamara Moskvina / Aleksej Mišin                                       |
| 1970       | Leningrado                                                            | Irina Rodnina / Aleksej Ulanov                                        | Ljudmila Smirnova / Andrej Surajkin                                   | Heidemarie Steiner / Heinz-Ulrich Walther                             |
| 1971       | Zurigo                                                                | Irina Rodnina / Aleksej Ulanov                                        | Ljudmila Smirnova / Andrej Surajkin                                   | Galina Karelina / Georgij Proskurin                                   |
| 1972       | Göteborg                                                              | Irina Rodnina / Aleksej Ulanov                                        | Ljudmila Smirnova / Andrej Surajkin                                   | Manuela Groß / Uwe Kagelmann                                          |
| 1973       | Colonia                                                               | Irina Rodnina / Aleksandr Zajcev                                      | Ljudmila Smirnova / Aleksej Ulanov                                    | Almut Lehmann / Herbert Wiesinger                                     |
| 1974       | Zagabria                                                              | Irina Rodnina / Aleksandr Zajcev                                      | Romy Kermer / Rolf Österreich                                         | Ljudmila Smirnova / Aleksej Ulanov                                    |
| 1975       | Copenaghen                                                            | Irina Rodnina / Aleksandr Zajcev                                      | Romy Kermer / Rolf Österreich                                         | Manuela Groß / Uwe Kagelmann                                          |
| 1976       | Ginevra                                                               | Irina Rodnina / Aleksandr Zajcev                                      | Romy Kermer / Rolf Österreich                                         | Irina Vorob'ëva / Aleksandr Vlasov                                    |
| 1977       | Helsinki                                                              | Irina Rodnina / Aleksandr Zajcev                                      | Irina Vorob'ëva / Aleksandr Vlasov                                    | Marina Čerkasova / Sergej Šachraj                                     |
| 1978       | Strasburgo                                                            | Irina Rodnina / Aleksandr Zajcev                                      | Marina Čerkasova / Sergej Šachraj                                     | Manuela Mager / Uwe Bewersdorf                                        |
| 1979       | Zagabria                                                              | Marina Čerkasova / Sergej Šachraj                                     | Irina Vorob'ëva / Igor' Lisovskij                                     | Sabine Baeß / Tassilo Thierbach                                       |
| 1980       | Göteborg                                                              | Irina Rodnina / Aleksandr Zajcev                                      | Marina Čerkasova / Sergej Šachraj                                     | Marina Pestova / Stanislav Leonovič                                   |
| 1981       | Innsbruck                                                             | Irina Vorob'ëva / Igor' Lisovskij                                     | Christina Riegel / Andreas Nischwitz                                  | Marina Čerkasova / Sergej Šachraj                                     |
| 1982       | Lione                                                                 | Sabine Baeß / Tassilo Thierbach                                       | Marina Pestova / Stanislav Leonovič                                   | Irina Vorob'ëva / Igor' Lisovskij                                     |
| 1983       | Dortmund                                                              | Sabine Baeß / Tassilo Thierbach                                       | Elena Valova / Oleg Vasil'ev                                          | Birgit Lorenz / Knut Schubert                                         |
| 1984       | Budapest                                                              | Elena Valova / Oleg Vasil'ev                                          | Sabine Baeß / Tassilo Thierbach                                       | Birgit Lorenz / Knut Schubert                                         |
| 1985       | Göteborg                                                              | Elena Valova / Oleg Vasil'ev                                          | Larisa Seleznëva / Oleg Makarov                                       | Veronika Peršina / Marat Akbarov                                      |
| 1986       | Copenaghen                                                            | Elena Valova / Oleg Vasil'ev                                          | Ekaterina Gordeeva / Sergej Grin'kov                                  | Elena Bečke / Valerij Kornienko                                       |
| 1987       | Sarajevo                                                              | Larisa Seleznëva / Oleg Makarov                                       | Elena Valova / Oleg Vasil'ev                                          | Katrin Kanitz / Tobias Schröter                                       |
| 1988       | Praga                                                                 | Ekaterina Gordeeva / Sergej Grin'kov                                  | Larisa Seleznëva / Oleg Makarov                                       | Peggy Schwarz / Alexander König                                       |
| 1989       | Birmingham                                                            | Larisa Seleznëva / Oleg Makarov                                       | Mandy Wötzel / Axel Rauschenbach                                      | Natal'ja Miškutënok / Artur Dmitriev                                  |
| 1990       | Leningrado                                                            | Ekaterina Gordeeva / Sergej Grin'kov                                  | Larisa Seleznëva / Oleg Makarov                                       | Natal'ja Miškutënok / Artur Dmitriev                                  |
| 1991       | Sofia                                                                 | Natal'ja Miškutënok / Artur Dmitriev                                  | Elena Bečke / Denis Petrov                                            | Evgenija Šiškova / Vadim Naumov                                       |
| 1992       | Losanna                                                               | Natal'ja Miškutënok / Artur Dmitriev                                  | Elena Bečke / Denis Petrov                                            | Evgenija Šiškova / Vadim Naumov                                       |
| 1993       | Helsinki                                                              | Marina El'cova / Andrej Buškov                                        | Mandy Wötzel / Ingo Steuer                                            | Evgenija Šiškova / Vadim Naumov                                       |
| 1994       | Copenaghen                                                            | Ekaterina Gordeeva / Sergej Grin'kov                                  | Evgenija Šiškova / Vadim Naumov                                       | Natal'ja Miškutënok / Artur Dmitriev                                  |
| 1995       | Dortmund                                                              | Mandy Wötzel / Ingo Steuer                                            | Radka Kovaříková / René Novotný                                       | Evgenija Šiškova / Vadim Naumov                                       |
| 1996       | Sofia                                                                 | Oksana Kazakova / Artur Dmitriev                                      | Mandy Wötzel / Ingo Steuer                                            | Sarah Abitbol / Stéphane Bernadis                                     |
| 1997       | Parigi                                                                | Marina El'cova / Andrej Buškov                                        | Mandy Wötzel / Ingo Steuer                                            | Elena Berežnaja / Anton Sicharulidze                                  |
| 1998       | Milano                                                                | Elena Berežnaja / Anton Sicharulidze                                  | Oksana Kazakova / Artur Dmitriev                                      | Sarah Abitbol / Stéphane Bernadis                                     |
| 1999       | Praga                                                                 | Marija Petrova / Aleksej Tichonov                                     | Dorota Zagórska / Mariusz Siudek                                      | Sarah Abitbol / Stéphane Bernadis                                     |
| 2000       | Vienna                                                                | Marija Petrova / Aleksej Tichonov                                     | Dorota Zagórska / Mariusz Siudek                                      | Sarah Abitbol / Stéphane Bernadis                                     |
| 2001       | Bratislava                                                            | Elena Berežnaja / Anton Sicharulidze                                  | Tat'jana Tot'mjanina / Maksim Marinin                                 | Sarah Abitbol / Stéphane Bernadis                                     |
| 2002       | Losanna                                                               | Tat'jana Tot'mjanina / Maksim Marinin                                 | Sarah Abitbol / Stéphane Bernadis                                     | Marija Petrova / Aleksej Tichonov                                     |
| 2003       | Malmö                                                                 | Tat'jana Tot'mjanina / Maksim Marinin                                 | Sarah Abitbol / Stéphane Bernadis                                     | Marija Petrova / Aleksej Tichonov                                     |
| 2004       | Budapest                                                              | Tat'jana Tot'mjanina / Maksim Marinin                                 | Marija Petrova / Aleksej Tichonov                                     | Dorota Zagórska / Mariusz Siudek                                      |
| 2005       | Torino                                                                | Tat'jana Tot'mjanina / Maksim Marinin                                 | Julija Obertas / Sergej Slavnov                                       | Marija Petrova / Aleksej Tichonov                                     |
| 2006       | Lione                                                                 | Tat'jana Tot'mjanina / Maksim Marinin                                 | Aliona Savchenko / Robin Szolkowy                                     | Marija Petrova / Aleksej Tichonov                                     |
| 2007       | Varsavia                                                              | Aliona Savchenko / Robin Szolkowy                                     | Marija Petrova / Aleksej Tichonov                                     | Dorota Zagórska / Mariusz Siudek                                      |
| 2008       | Zagabria                                                              | Aliona Savchenko / Robin Szolkowy                                     | Marija Muchortova / Maksim Tran'kov                                   | Juko Kavaguti / Aleksandr Smirnov                                     |
| 2009       | Helsinki                                                              | Aliona Savchenko / Robin Szolkowy                                     | Juko Kavaguti / Aleksandr Smirnov                                     | Marija Muchortova / Maksim Tran'kov                                   |
| 2010       | Tallinn                                                               | Juko Kavaguti / Aleksandr Smirnov                                     | Aliona Savchenko / Robin Szolkowy                                     | Marija Muchortova / Maksim Tran'kov                                   |
| 2011       | Berna                                                                 | Aliona Savchenko / Robin Szolkowy                                     | Juko Kavaguti / Aleksandr Smirnov                                     | Vera Bazarova / Jurij Larionov                                        |
| 2012       | Sheffield                                                             | Tat'jana Volosožar / Maksim Tran'kov                                  | Vera Bazarova / Jurij Larionov                                        | Ksenija Stolbova / Fëdor Klimov                                       |
| 2013       | Zagabria                                                              | Tat'jana Volosožar / Maksim Tran'kov                                  | Aliona Savchenko / Robin Szolkowy                                     | Stefania Berton / Ondřej Hotárek                                      |
| 2014       | Budapest                                                              | Tat'jana Volosožar / Maksim Tran'kov                                  | Ksenija Stolbova / Fëdor Klimov                                       | Vera Bazarova / Jurij Larionov                                        |
| 2015       | Stoccolma                                                             | Juko Kavaguti / Aleksandr Smirnov                                     | Ksenija Stolbova / Fëdor Klimov                                       | Evgenija Tarasova / Vladimir Morozov                                  |
| 2016       | Bratislava                                                            | Tat'jana Volosožar / Maksim Tran'kov                                  | Aliona Savchenko / Bruno Massot                                       | Evgenija Tarasova / Vladimir Morozov                                  |
| 2017       | Ostrava                                                               | Evgenija Tarasova / Vladimir Morozov                                  | Aliona Savchenko / Bruno Massot                                       | Vanessa James / Morgan Cipres                                         |
| 2018       | Mosca                                                                 | Evgenija Tarasova / Vladimir Morozov                                  | Ksenija Stolbova / Fëdor Klimov                                       | Natal'ja Zabijako / Alexander Enbert                                  |
| 2019       | Minsk                                                                 | Vanessa James / Morgan Ciprès                                         | Evgenija Tarasova / Vladimir Morozov                                  | Aleksandra Bojkova / Dmitrij Kozlovskij                               |
| 2020       | Graz                                                                  | Aleksandra Bojkova / Dmitrij Kozlovskij                               | Evgenija Tarasova / Vladimir Morozov                                  | Dar'ja Pavljučenko / Denis Chodykin                                   |
| 2021       | Zagabria                                                              | Evento cancellato a causa della pandemia di COVID-19                  | Evento cancellato a causa della pandemia di COVID-19                  | Evento cancellato a causa della pandemia di COVID-19                  |
| 2022       | Tallinn                                                               | Anastasija Mišina / Aleksandr Galljamov                               | Evgenija Tarasova / Vladimir Morozov                                  | Aleksandra Bojkova / Dmitrij Kozlovskij                               |
| 2023       | Espoo                                                                 | Sara Conti / Niccolò Macii                                            | Rebecca Ghilardi / Filippo Ambrosini                                  | Annika Hocke / Robert Kunkel                                          |
| 2024       | Kaunas                                                                | Lucrezia Beccari / Matteo Guarise                                     | Anastasiia Metelkina / Luka Berulava                                  | Rebecca Ghilardi / Filippo Ambrosini                                  |
| 2025       | Tallinn                                                               | Minerva Fabienne Hase / Nikita Volodin                                | Sara Conti / Niccolò Macii                                            | Anastasiia Metelkina / Luka Berulava                                  |

### Danza su ghiaccio[6]
| Anno | Luogo                  | Oro                                                  | Argento                                              | Bronzo                                               |
| 1954 | Bolzano                | Jean Westwood / Lawrence Demmy                       | Nesta Davies / Paul Thomas                           | Barbara Radford / Raymond Lockwood                   |
| 1955 | Budapest               | Jean Westwood / Lawrence Demmy                       | Pamela Weight / Paul Thomas                          | Barbara Radford / Raymond Lockwood                   |
| 1956 | Parigi                 | Pamela Weight / Paul Thomas                          | June Markham / Courtney Jones                        | Barbara Thompson / Gerard Rigby                      |
| 1957 | Vienna                 | June Markham / Courtney Jones                        | Barbara Thompson / Gerard Rigby                      | Catherine Morris / Michael Robinson                  |
| 1958 | Bratislava             | June Markham / Courtney Jones                        | Catherine Morris / Michael Robinson                  | Barbara Thompson / Gerard Rigby                      |
| 1959 | Davos                  | Doreen Denny / Courtney Jones                        | Catherine Morris / Michael Robinson                  | Christiane Guhel / Jean Paul Guhel                   |
| 1960 | Garmisch-Partenkirchen | Doreen Denny / Courtney Jones                        | Christiane Guhel / Jean Paul Guhel                   | Mary Parry / Roy Mason                               |
| 1961 | Berlino Ovest          | Doreen Denny / Courtney Jones                        | Christiane Guhel / Jean Paul Guhel                   | Linda Shearman / Michael Phillips                    |
| 1962 | Ginevra                | Christiane Guhel / Jean Paul Guhel                   | Linda Shearman / Michael Phillips                    | Eva Romanová / Pavel Roman                           |
| 1963 | Budapest               | Linda Shearman / Michael Phillips                    | Eva Romanová / Pavel Roman                           | Janet Sawbridge / David Hickinbottom                 |
| 1964 | Grenoble               | Eva Romanová / Pavel Roman                           | Janet Sawbridge / David Hickinbottom                 | Yvonne Suddick / Roger Kennerson                     |
| 1965 | Mosca                  | Eva Romanová / Pavel Roman                           | Janet Sawbridge / David Hickinbottom                 | Yvonne Suddick / Roger Kennerson                     |
| 1966 | Bratislava             | Diane Towler / Bernard Ford                          | Yvonne Suddick / Roger Kennerson                     | Jitka Babická / Jaromír Holan                        |
| 1967 | Lubiana                | Diane Towler / Bernard Ford                          | Yvonne Suddick / Malcolm Cannon                      | Brigitte Martin / Francis Gamichon                   |
| 1968 | Västerås               | Diane Towler / Bernard Ford                          | Yvonne Suddick / Malcolm Cannon                      | Janet Sawbridge / Jon Lane                           |
| 1969 | Garmisch-Partenkirchen | Diane Towler / Bernard Ford                          | Janet Sawbridge / Jon Lane                           | Ljudmila Pachomova / Aleksandr Gorškov               |
| 1970 | Leningrado             | Ljudmila Pachomova / Aleksandr Gorškov               | Angelika Buck / Erich Buck                           | Tetjana Vojtjuk / Vjačeslav Žigalin                  |
| 1971 | Zurigo                 | Ljudmila Pachomova / Aleksandr Gorškov               | Angelika Buck / Erich Buck                           | Susan Getty / Roy Bradshaw                           |
| 1972 | Göteborg               | Angelika Buck / Erich Buck                           | Ljudmila Pachomova / Aleksandr Gorškov               | Janet Sawbridge / Peter Dalby                        |
| 1973 | Colonia                | Ljudmila Pachomova / Aleksandr Gorškov               | Angelika Buck / Erich Buck                           | Hilary Green / Glyn Watts                            |
| 1974 | Zagabria               | Ljudmila Pachomova / Aleksandr Gorškov               | Hilary Green / Glyn Watts                            | Natal'ja Liničuk / Gennadij Karponosov               |
| 1975 | Copenaghen             | Ljudmila Pachomova / Aleksandr Gorškov               | Hilary Green / Glyn Watts                            | Natal'ja Liničuk / Gennadij Karponosov               |
| 1976 | Ginevra                | Ljudmila Pachomova / Aleksandr Gorškov               | Irina Moiseeva / Andrej Minenkov                     | Natal'ja Liničuk / Gennadij Karponosov               |
| 1977 | Helsinki               | Irina Moiseeva / Andrej Minenkov                     | Krisztina Regőczy / András Sallay                    | Natal'ja Liničuk / Gennadij Karponosov               |
| 1978 | Strasburgo             | Irina Moiseeva / Andrej Minenkov                     | Natal'ja Liničuk / Gennadij Karponosov               | Krisztina Regőczy / András Sallay                    |
| 1979 | Zagabria               | Natal'ja Liničuk / Gennadij Karponosov               | Irina Moiseeva / Andrej Minenkov                     | Krisztina Regőczy / András Sallay                    |
| 1980 | Göteborg               | Natal'ja Liničuk / Gennadij Karponosov               | Krisztina Regőczy / András Sallay                    | Irina Moiseeva / Andrej Minenkov                     |
| 1981 | Innsbruck              | Jayne Torvill / Christopher Dean                     | Irina Moiseeva / Andrej Minenkov                     | Natal'ja Liničuk / Gennadij Karponosov               |
| 1982 | Lione                  | Jayne Torvill / Christopher Dean                     | Natal'ja Bestem'janova / Andrej Bukin                | Irina Moiseeva / Andrej Minenkov                     |
| 1983 | Dortmund               | Natal'ja Bestem'janova / Andrej Bukin                | Ol'ga Voložinskaja / Ol'ga Voložinskaja              | Karen Barber / Nicholas Slater                       |
| 1984 | Budapest               | Jayne Torvill / Christopher Dean                     | Natal'ja Bestem'janova / Andrej Bukin                | Marina Klimova / Sergej Ponomarenko                  |
| 1985 | Göteborg               | Natal'ja Bestem'janova / Andrej Bukin                | Marina Klimova / Sergej Ponomarenko                  | Petra Born / Rainer Schönborn                        |
| 1986 | Copenaghen             | Natal'ja Bestem'janova / Andrej Bukin                | Marina Klimova / Sergej Ponomarenko                  | Natal'ja Annenko / Genrich Sretenskij                |
| 1987 | Sarajevo               | Natal'ja Bestem'janova / Andrej Bukin                | Marina Klimova / Sergej Ponomarenko                  | Natal'ja Annenko / Genrich Sretenskij                |
| 1988 | Praga                  | Natal'ja Bestem'janova / Andrej Bukin                | Natal'ja Annenko / Genrich Sretenskij                | Isabelle Duchesnay / Paul Duchesnay                  |
| 1989 | Birmingham             | Marina Klimova / Sergej Ponomarenko                  | Majja Usova / Aleksandr Žulin                        | Natal'ja Annenko / Genrich Sretenskij                |
| 1990 | Leningrado             | Marina Klimova / Sergej Ponomarenko                  | Majja Usova / Aleksandr Žulin                        | Isabelle Duchesnay / Paul Duchesnay                  |
| 1991 | Sofia                  | Marina Klimova / Sergej Ponomarenko                  | Isabelle Duchesnay / Paul Duchesnay                  | Majja Usova / Aleksandr Žulin                        |
| 1992 | Losanna                | Marina Klimova / Sergej Ponomarenko                  | Majja Usova / Aleksandr Žulin                        | Pasha Grishuk / Evgenij Platov                       |
| 1993 | Helsinki               | Majja Usova / Aleksandr Žulin                        | Pasha Grishuk / Evgenij Platov                       | Susanna Rahkamo / Petri Kokko                        |
| 1994 | Copenaghen             | Jayne Torvill / Christopher Dean                     | Pasha Grishuk / Evgenij Platov                       | Majja Usova / Aleksandr Žulin                        |
| 1995 | Dortmund               | Susanna Rahkamo / Petri Kokko                        | Sophie Moniotte / Pascal Lavanchy                    | Anželika Krylova / Oleg Ovsjannikov                  |
| 1996 | Sofia                  | Pasha Grishuk / Evgenij Platov                       | Anželika Krylova / Oleg Ovsjannikov                  | Iryna Romanova / Igor Jarošenko                      |
| 1997 | Parigi                 | Pasha Grishuk / Evgenij Platov                       | Anželika Krylova / Oleg Ovsjannikov                  | Sophie Moniotte / Pascal Lavanchy                    |
| 1998 | Milano                 | Pasha Grishuk / Evgenij Platov                       | Anželika Krylova / Oleg Ovsjannikov                  | Marina Anisina / Gwendal Peizerat                    |
| 1999 | Praga                  | Anželika Krylova / Oleg Ovsjannikov                  | Marina Anisina / Gwendal Peizerat                    | Irina Lobačëva / Il'ja Averbuch                      |
| 2000 | Vienna                 | Marina Anisina / Gwendal Peizerat                    | Barbara Fusar Poli / Maurizio Margaglio              | Margarita Drobiazko / Povilas Vanagas                |
| 2001 | Bratislava             | Barbara Fusar Poli / Maurizio Margaglio              | Marina Anisina / Gwendal Peizerat                    | Irina Lobačëva / Il'ja Averbuch                      |
| 2002 | Losanna                | Marina Anisina / Gwendal Peizerat                    | Barbara Fusar Poli / Maurizio Margaglio              | Irina Lobačëva / Il'ja Averbuch                      |
| 2003 | Malmö                  | Irina Lobačëva / Il'ja Averbuch                      | Albena Denkova / Maksim Staviski                     | Tat'jana Navka / Roman Kostomarov                    |
| 2004 | Budapest               | Tat'jana Navka / Roman Kostomarov                    | Albena Denkova / Maksim Staviski                     | Olena Hrušyna / Ruslan Hončarov                      |
| 2005 | Torino                 | Tat'jana Navka / Roman Kostomarov                    | Olena Hrušyna / Ruslan Hončarov                      | Isabelle Delobel / Olivier Schoenfelder              |
| 2006 | Lione                  | Tat'jana Navka / Roman Kostomarov                    | Olena Hrušyna / Ruslan Hončarov                      | Margarita Drobiazko / Povilas Vanagas                |
| 2007 | Varsavia               | Isabelle Delobel / Olivier Schoenfelder              | Oksana Domnina / Maksim Šabalin                      | Albena Denkova / Maksim Staviski                     |
| 2008 | Zagabria               | Oksana Domnina / Maksim Šabalin                      | Isabelle Delobel / Olivier Schoenfelder              | Jana Chochlova / Sergej Novickij                     |
| 2009 | Helsinki               | Jana Chochlova / Sergej Novickij                     | Federica Faiella / Massimo Scali                     | Sinead Kerr / John Kerr                              |
| 2010 | Tallinn                | Oksana Domnina / Maksim Šabalin                      | Federica Faiella / Massimo Scali                     | Jana Chochlova / Sergej Novickij                     |
| 2011 | Berna                  | Nathalie Péchalat / Fabian Bourzat                   | Ekaterina Bobrova / Dmitrij Solov'ëv                 | Sinead Kerr / John Kerr                              |
| 2012 | Sheffield              | Nathalie Péchalat / Fabian Bourzat                   | Ekaterina Bobrova / Dmitrij Solov'ëv                 | Elena Il'inych / Nikita Kacalapov                    |
| 2013 | Zagabria               | Ekaterina Bobrova / Dmitrij Solov'ëv                 | Elena Il'inych / Nikita Kacalapov                    | Anna Cappellini / Luca Lanotte                       |
| 2014 | Budapest               | Anna Cappellini / Luca Lanotte                       | Elena Il'inych / Nikita Kacalapov                    | Penny Coomes / Nicholas Buckland                     |
| 2015 | Stoccolma              | Gabriella Papadakis / Guillaume Cizeron              | Anna Cappellini / Luca Lanotte                       | Aleksandra Stepanova / Ivan Bukin                    |
| 2016 | Bratislava             | Gabriella Papadakis / Guillaume Cizeron              | Anna Cappellini / Luca Lanotte                       | Ekaterina Bobrova / Dmitrij Solov'ëv                 |
| 2017 | Ostrava                | Gabriella Papadakis / Guillaume Cizeron              | Anna Cappellini / Luca Lanotte                       | Ekaterina Bobrova / Dmitrij Solov'ëv                 |
| 2018 | Mosca                  | Gabriella Papadakis / Guillaume Cizeron              | Ekaterina Bobrova / Dmitrij Solov'ëv                 | Aleksandra Stepanova / Ivan Bukin                    |
| 2019 | Minsk                  | Gabriella Papadakis / Guillaume Cizeron              | Aleksandra Stepanova / Ivan Bukin                    | Charlène Guignard / Marco Fabbri                     |
| 2020 | Graz                   | Viktorija Sinicina / Nikita Kacalapov                | Gabriella Papadakis / Guillaume Cizeron              | Aleksandra Stepanova / Ivan Bukin                    |
| 2021 | Zagabria               | Evento cancellato a causa della pandemia di COVID-19 | Evento cancellato a causa della pandemia di COVID-19 | Evento cancellato a causa della pandemia di COVID-19 |
| 2022 | Tallinn                | Viktorija Sinicina / Nikita Kacalapov                | Aleksandra Stepanova / Ivan Bukin                    | Charlène Guignard / Marco Fabbri                     |
| 2023 | Espoo                  | Charlène Guignard / Marco Fabbri                     | Lilah Fear / Lewis Gibson                            | Juulia Turkkila / Matthias Versluis                  |
| 2024 | Kaunas                 | Charlène Guignard / Marco Fabbri                     | Lilah Fear / Lewis Gibson                            | Allison Reed / Saulius Ambrulevicius                 |
| 2025 | Tallinn                | Charlène Guignard / Marco Fabbri                     | Evgeniia Lopareva / Geoffrey Brissaud                | Lilah Fear / Lewis Gibson                            |

## Medagliere
Aggiornato all'edizione 2025
| Pos.   | Paese                             | Oro | Argento | Bronzo | Totale |
| ------ | --------------------------------- | --- | ------- | ------ | ------ |
| 1      | Russia                            | 70  | 64      | 56     | 190    |
| 2      | Unione Sovietica                  | 51  | 58      | 46     | 155    |
| 3      | Austria                           | 45  | 37      | 37     | 119    |
| 4      | Francia                           | 32  | 31      | 28     | 91     |
| 5      | Gran Bretagna                     | 27  | 38      | 42     | 107    |
| 6      | Germania Est                      | 23  | 10      | 18     | 51     |
| 7      | Cecoslovacchia                    | 16  | 13      | 14     | 43     |
| 8      | Italia                            | 14  | 17      | 16     | 47     |
| 9      | Germania Ovest                    | 13  | 16      | 18     | 47     |
| 10     | Germania                          | 12  | 21      | 16     | 49     |
| 11     | Svezia                            | 11  | 1       | 6      | 18     |
| 12     | Ungheria                          | 10  | 14      | 12     | 36     |
| 13     | Spagna                            | 7   | 0       | 0      | 7      |
| 14     | Norvegia                          | 6   | 3       | 3      | 12     |
| 14     | Paesi Bassi                       | 6   | 3       | 3      | 12     |
| 16     | Svizzera                          | 5   | 10      | 5      | 20     |
| 17     | Ucraina                           | 3   | 6       | 8      | 17     |
| 18     | Finlandia                         | 2   | 3       | 9      | 14     |
| 19     | Comunità degli Stati Indipendenti | 2   | 3       | 3      | 8      |
| 20     | Belgio                            | 2   | 1       | 7      | 10     |
| 21     | Canada                            | 2   | 0       | 0      | 2      |
| 22     | Georgia                           | 1   | 2       | 4      | 8      |
| 23     | Rep. Ceca                         | 1   | 2       | 2      | 5      |
| 24     | Stati Uniti                       | 1   | 1       | 1      | 3      |
| 25     | Estonia                           | 1   | 1       | 0      | 2      |
| 26     | Polonia                           | 0   | 3       | 4      | 7      |
| 27     | Bulgaria                          | 0   | 2       | 1      | 3      |
| 28     | Israele                           | 0   | 1       | 0      | 1      |
| 28     | Jugoslavia                        | 0   | 1       | 0      | 1      |
| 30     | Lituania                          | 0   | 0       | 3      | 3      |
| 31     | Lettonia                          | 0   | 0       | 1      | 1      |
| Totale | Totale                            | 363 | 363     | 363    | 1089   |